# Parafrenieri pontifici
I parafrenieri pontifici, o semplicemente palafrenieri, erano appartenenti alla corte pontificia responsabili delle scuderie pontificie, oggi accorpati al collegio dei sediari pontifici.

## Storia
Già indicati con il termine stratores, i parafrenieri pontifici devono l'origine del loro nome al termine parafreno, utilizzato per indicare i cavalli da parata. I parafrenieri, infatti, erano gli antichi famigli del papa incaricati, già prima del X secolo, della direzione e del governo delle scuderie pontificie.
Custodivano il cavallo personale del papa e i suoi finimenti, nonché gli altri preposti al traino della carrozza pontificia, di cui loro stessi erano conduttori. Avevano anche l'incarico di custodire nelle scuderie la Chinea bianca che veniva montata dal papa neoeletto per prendere possesso, quale vescovo di Roma, della Basilica di San Giovanni in Laterano. La mula veniva tenuta per le briglie attraverso il morso da un parafreniere, che aveva così modo di condurre l'animale senza l'intervento del pontefice. Lo stesso accadeva quando il papa montava il proprio cavallo personale. Era considerato un grande privilegio poter reggere il morso del cavallo del papa, nonché porgere la staffa allo stesso, tant'è che questa consuetudine era riservata quale esclusiva prerogativa dei re e dei principi regnanti.
Lo storico settecentesco Ludovico Antonio Muratori, nella sua Dissertazione IV Degli Uffizj della Corte dei Re antichi d'Italia e degl'Imperatori, scrive:
Questa particolare funzione, riservata ai parafrenieri, comportò loro l'acquisizione di enormi privilegi, tra i quali la nomina a Conti palatini, insigniti della facoltà di crearne a loro volta, concedere lauree e creare notai. La loro importanza nella corte pontificia e l'indiscussa fedeltà dimostrata al pontefice indussero papa Giulio II, il 19 aprile 1507, ad istituire il "Nobile Collegio dei Parafrenieri Pontifici", corpo confermato 15 aprile 1517 da Leone X. In tale collegio erano annoverati, oltre i parafrenieri, anche i sediari pontifici, con cui condividevano, oltre la divisa, anche alcune delle funzioni di servizio diretto al pontefice.
A seguito del Concilio di Trento i grandi privilegi vennero via via ridimensionati, e, con la soppressione delle scuderie pontificie, soprattutto a seguito dei Patti Lateranensi del 1929, i parafrenieri confluirono definitivamente nel collegio dei sediari pontifici, di cui condivisero infine anche il nome.
Parafrenieri e sediari costituirono, sin dal 1378, anche una propria confraternita, intitolata alla loro patrona Sant'Anna, venerata in una cappella all'interno della basilica di San Pietro. Papa Pio IV concesse loro di edificare, nel 1565 nei pressi di San Pietro, una chiesa intitolata a Sant'Anna, opera progettata e realizzata dall'architetto Jacopo Barozzi da Vignola. La confraternita, ricca e potente, incaricò il pittore Michelangelo Merisi da Caravaggio della realizzazione, per la cappella in San Pietro, di un dipinto raffigurante la loro patrona con Maria e Gesù bambino, opera ancora oggi conosciuta come Madonna dei Palafrenieri, conservata presso la Galleria Borghese in Roma. 
Ancora oggi la Venerabile Arciconfraternita Vaticana di Sant'Anna de' Parafrenieri è retta dai Sediari pontifici. Ne è Primicerio il Prefetto della Casa Pontificia ed è retta dal Decano Generale, attualmente Frà Massimo Sansolini. Ha un Secondicerio, generalmente scelto tra i Prelati di Anticamera ed un Cappellano. Oltre al Collegio dei Sediari pontifici, ne fanno parte anche altri membri della Famiglia pontificia, alcuni Ambasciatori presso la Santa Sede e membri delle più note casate nobiliari pontificie. Eccezionalmente vengono ammessi anche altri laici di provata moralità e fede cattolica, benemeriti nei confronti del Pontefice e della Chiesa. 